# Go! Go! everyday
『Go! Go! everyday』（ゴー・ゴー・エヴリデイ）は、1992年8月21日に、EPIC Sony Recordsから発売された久宝留理子4枚目のアルバム。規格品番はESCB 1312。

## 概要
- 前作から9ヶ月ぶりのアルバム。キャッチ・コピーは「楽しい毎日にもっと勢いをつけて!」。
- 「熱い熱い夏の日」がCMソングとして本作から先行シングルカット。
- 「Go! Go! everyday」はシングル「泣かずにいられない」のC/Wとしてリカット。
- 前作に続き作詞家・作曲家からの提供楽曲が半分を占めており、前作の楽曲スタッフも継続参加。
- 久宝は本作で作詞を4曲手掛けている。
- 東京少年を解散、当時学業に専念していた笹野みちる、SMAP楽曲を手掛ける相田毅が初参加。

## 収録曲
| #         | タイトル                       | 作詞       | 作曲      | 編曲             | 時間  |
| --------- | ------------------------------ | ---------- | --------- | ---------------- | ----- |
| 1.        | 「Go! Go! everyday」           | 久宝留理子 | 中崎英也  | 中崎英也         | 4:55  |
| 2.        | 「ロンリー・ガール・ブラボー」 | 笹野みちる | To-Lip    | To-Lip           | 5:28  |
| 3.        | 「青い空の下で」               | 岩里祐穂   | 中崎英也  | 中崎英也         | 4:37  |
| 4.        | 「enough」                     | 覚和歌子   | 須藤英樹  | 遠山淳・須藤英樹 | 4:00  |
| 5.        | 「熱い熱い夏の日」             | 久宝留理子 | 須藤英樹  | 遠山淳・須藤英樹 | 3:58  |
| 6.        | 「一途」                       | 久宝留理子 | 川上明彦  | 中崎英也         | 6:12  |
| 7.        | 「あこがれ」                   | 岩里祐穂   | 中崎英也  | 中崎英也         | 4:07  |
| 8.        | 「PROMISE」                    | 久宝留理子 | 中崎英也  | 中崎英也         | 4:47  |
| 9.        | 「Turn,Turn,Turn」             | 相田毅     | To-Lip    | To-Lip           | 5:07  |
| 10.       | 「目にはただ見えないだけ」     | 手塚千鶴   | 中崎英也  | 中崎英也         | 4:25  |
| 11.       | 「9月にはSOLITUDE」            | 覚和歌子   | 須藤英樹  | To-Lip           | 4:38  |
| 合計時間: | 合計時間:                      | 合計時間:  | 合計時間: | 合計時間:        | 52:14 |

## 参加ミュージシャン
| Go! Go! everyday - Drums：江口信夫 - E.Bass：関雅夫 - Keyboards＆Guitars：中崎英也 - Synthesizer Manipulation＆Organ：安井歩 - Background Vocal：中崎英也・久宝留理子 ロンリー・ガール・ブラボー - Drums：上野義雄 - Guitars：首藤高広・山本圭右 - Keyboards＆E.Bass：永井誠 - Background Vocal：上野義雄・山本圭右・山本耕右・永井誠・久宝留理子 青い空の下で - Drums：江口信夫 - E.Bass：関雅夫 - Keyboards＆Guitars：中崎英也 - Synthesizer Manipulation＆Organ：安井歩 - Background Vocal：中崎英也・久宝留理子 enough - Synthesizer Programming＆Keyboards：遠山淳 - E.Guitar：須藤英樹 - Background Vocal：久宝留理子 熱い熱い夏の日 - Synthesizer Programming＆Keyboards：遠山淳 - E.Guitar：須藤英樹 - Background Vocal：久宝留理子 一途 - Drums：江口信夫 - E.Bass：関雅夫 - Keyboards＆Guitars：中崎英也 - Synthesizer Manipulation＆Organ：安井歩 - Background Vocal：久宝留理子 | あこがれ - Drums：江口信夫 - E.Bass：関雅夫 - Keyboards＆Guitars：中崎英也 - Synthesizer Manipulation＆Organ：安井歩 - Background Vocal：久宝留理子 PROMISE - E.Bass：関雅夫 - Keyboards＆Guitars：中崎英也 - Synthesizer Manipulation＆Organ：安井歩 - Background Vocal：久宝留理子 Turn,Turn,Turn - Drums：上野義雄 - Guitars：首藤高広・山本圭右 - Keyboards＆E.Bass：永井誠 - Background Vocal：上野義雄・山本圭右・山本耕右・永井誠・久宝留理子 目にはただ見えないだけ - Drums＆Percussion：菅原裕紀 - E.Bass：関雅夫 - Keyboards＆Guitars：中崎英也 - Synthesizer Manipulation＆Organ：安井歩 - Harmonica：西村博和 - Background Vocal：久宝留理子 9月にはSOLITUDE - Drums：上野義雄 - Guitars：首藤高広・山本圭右 - Keyboards：永井誠・久宝留理子 - E.Bass：永井誠 - Background Vocal：上野義雄・山本圭右・山本耕右・永井誠・久宝留理子 |

## Video Go! Go! everyday
Video Go! Go! everyday（ビデオ ゴー・ゴー・エヴリディ）は、久宝留理子の1作目のミュージック・ビデオ。1992年10月21日にVHSでリリース。上述アルバム収録曲から3曲のミュージック・ビデオを収録。

### 収録曲
1. Go! Go! everyday
2. 熱い熱い夏の日
3. 目にはただ見えないだけ